# Autoritarisme militaire au Salvador
2 décembre 1931 – 15 octobre 1979
(47 ans, 10 mois et 13 jours)
Entités précédentes :
- Salvador

Entités suivantes :
- Salvador

Le gouvernement militaire salvadorien, officiellement connu sous le nom de république du Salvador (espagnol : República de El Salvador), et simplement connu sous le nom d'El Salvador, est la période de l'histoire salvadorienne où les forces armées salvadoriennes ont gouverné le pays pendant près de 48 ans, du 2 décembre 1931 au 15 octobre 1979. La dictature militaire autoritaire a limité les droits politiques dans tout le pays et a maintenu sa gouvernance par le biais d'élections truquées et fabriquées.
L'armée arrive au pouvoir au Salvador lorsque le premier président démocratiquement élu, Arturo Araujo Fajardo, est renversé lors d'un coup d'État militaire le 2 décembre 1931. L'armée nomme le vice-président d'Araujo Fajardo, le général de brigade Maximiliano Hernández Martínez, président par intérim le 4 décembre 1931. Il reste en fonction jusqu'à ce qu'il soit contraint de démissionner le 9 mai 1944 à la suite de grèves et de protestations d'étudiants dans la capitale de San Salvador. Il est suivi par trois présidents de courte durée, qui sont ensuite remplacés par Óscar Osorio en 1950. Son successeur, José María Lemus, est renversé par un coup d'État militaire en 1960 et remplacé par Julio Adalberto Rivera Carballo en 1962. De 1962 à 1979, le Parti de la concertation nationale (PCN) dirige le pays dans un État de facto à parti unique ; des partis d'opposition existent, mais en pratique, ils n'ont aucun pouvoir réel. Le régime militaire prend fin le 15 octobre 1979, lorsque de jeunes officiers militaires renversent le président Carlos Humberto Romero Mena et établissent la Junte de gouvernement révolutionnaire, un gouvernement civilo-militaire conjoint qui dirige le pays de 1979 jusqu'aux élections présidentielles de 1982 . La chute du gouvernement militaire marque le début de la guerre civile salvadorienne de douze ans qui a duré jusqu'en 1992.
De nombreuses atrocités et violations des droits humains sont commises sous le gouvernement militaire salvadorien. Sous Hernández Martínez, l'armée salvadorienne massacre entre 10 000 et 40 000 paysans et indigènes en réponse à un soulèvement communiste en 1932, lors d'un événement connu au Salvador sous le nom de La Matanza,. L'Organisation démocratique nationale est créée par Rivera Carballo en 1965. Cette organisation paramilitaire d'extrême droite et d'escadrons de la mort se fait connaitre par sa torture des opposants politiques, intimide les électeurs, truque des élections et commet l'assassinat de paysans,. Le président Fidel Sánchez Hernández déclenche la guerre du football avec le Honduras en juillet 1969, affirmant que le gouvernement hondurien avait laissé la violence contre les Salvadoriens se poursuivre sans contrôle après la victoire du Salvador sur le Honduras lors des éliminatoires de la Coupe du monde de football 1970. En mars 1979, le président Mena ordonne aux soldats de tirer sur une foule de manifestants à balles réelles. Le régime militaire a reçu le soutien des États-Unis en raison de sa position anticommuniste, qui s'alignait sur les intérêts des États-Unis pendant la guerre froide.

## Contexte

### Dynastie Quiñónez-Meléndez
Manuel Enrique Araujo Rodríguez devient président du Salvador le 1er mars 1911. Il est président jusqu'à son assassinat le 9 février 1913 par des agriculteurs et remplacé par Carlos Meléndez Ramirez qui exerce les fonctions de président par intérim jusqu'au 29 août 1914, date à laquelle il est remplacé par Alfonso Quiñónez Molina,.
Meléndez Ramirez et Quiñónez Molina établissent une dynastie politique sous le Parti national démocratique (PDN) qui dure de 1913 à 1931. Meléndez Ramirez est président du 1er mars 1915 jusqu'à sa démission le 21 décembre 1918. Il décède plus tard le 8 octobre 1919 à New York. Meléndez Ramirez est remplacé par Quiñónez Molina jusqu'à ce que son frère cadet, Jorge Meléndez Ramirez, soit élu président. Meléndez Ramirez est président du 1er mars 1919 au 1er mars 1923, date à laquelle il est remplacé par Quiñónez Molina qui reste au pouvoir jusqu'au 1er mars 1927,. Le vice-président de Quiñónez Molina, Pío Romero Bosque, lui succède le 1er mars 1927.
Contrairement à ses prédécesseurs, Romero Bosque ne nomme aucun successeur et organise la première élection libre du Salvador,. Lors des élections, le candidat du Parti travailliste (PL) Arturo Araujo Fajardo, remporte 46,65 % des voix et devient président le 1er mars 1931, mettant ainsi fin à la dynastie Quiñónez-Meléndez et à l'emprise du PDN sur le pouvoir,. Le vice-président d'Araujo Fajardo est alors le général de brigade Maximiliano Hernández Martínez du Parti national républicain.

### Crise économique
Araujo Fajardo prend le pouvoir pendant une grave crise économique due aux effets de la Grande Dépression. De 1871 à 1927, le Salvador surnommé la « république du café » en raison de sa forte dépendance à l'égard des exportations de café pour soutenir son économie. Cependant, à cause de la Grande Dépression, les prix du café chutent de 54 % et l'économie salvadorienne ne peut se maintenir. En raison de la crise économique, les salaires chutent, les approvisionnements alimentaires deviennent limités et les conditions de vie se détériorent. La crise provoque des troubles dans les campagnes de l'Ouest du Salvador et, par conséquent, Araujo Fajardo nomme Hernández Martínez ministre de la Défense nationale du pays,. Araujo Fajardo tente de mettre en œuvre une réforme fiscale pour lutter contre la crise économique, mais la résistance des riches propriétaires terriens fait échouer ses réformes.
Araujo Fajardo réduit les dépenses militaires et refuse de payer ses soldats, ce qui provoque la colère au sein de l'armée. Celle-ci décide de le renverser le 2 décembre 1931 à 22 h 00, heure locale,,. Le coup d'État marque un tournant dans l'histoire salvadorienne depuis le début de la dictature militaire du pays qui dura près de 48 ans.

## Maximiliano Hernández Martínez

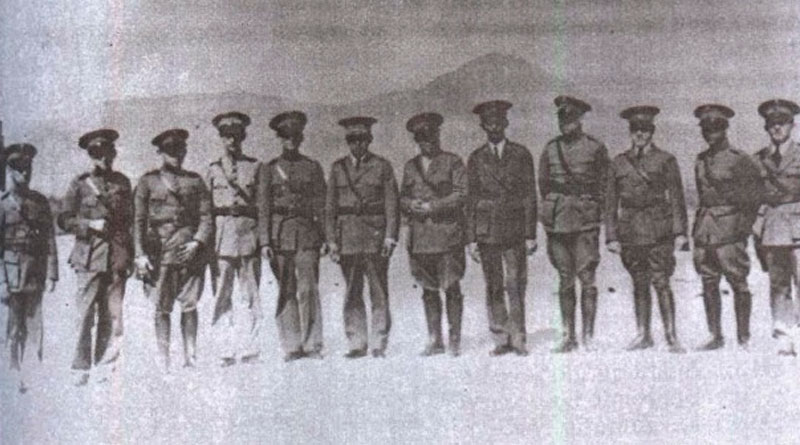
Le Directoire Civique du Salvador en décembre 1931.

L'armée créé le Directoire Civique, une junte composée d'officiers militaires, pour gouverner le pays le 2 décembre 1931. L'organisation est co-présidé par les colonels Osmín Aguirre y Salinas et Joaquín Valdés,. Le directoire est dissous le 4 décembre et le pouvoir transféré à Hernández Martínez qui assume des pouvoirs dictatoriaux en tant que président par intérim,,. Hernández Martínez promet d'organiser des élections législatives en janvier 1932, mais lorsque le Parti communiste remporte de nombreuses municipalités, il annule les résultats des élections,. D'autres sont également annulées. Les élections donnent cependant au gouvernement une liste de membres du parti communiste. Celle-ci permet au gouvernement d'arrêter d'éminents dirigeants communistes le 18 janvier 1932.

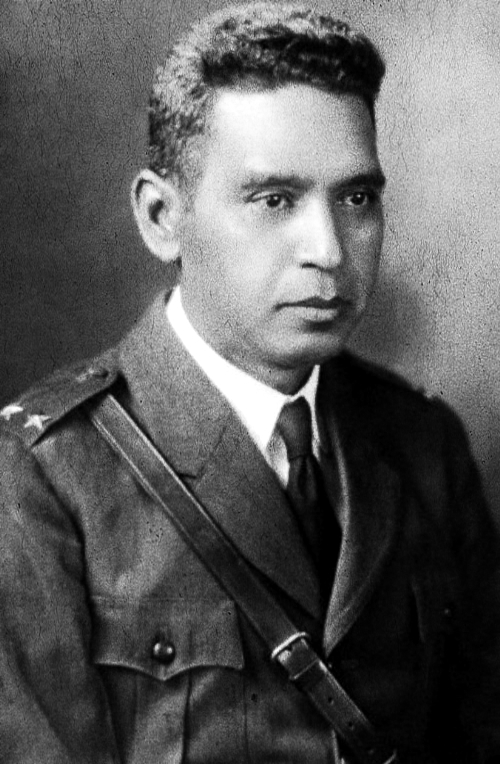
Le général de brigade Maximiliano Hernández Martínez est président de 1931 jusqu'à sa démission en 1944.

Le parti communiste croyait que la démocratie leur avait fait défaut ainsi que les communistes et les paysans de tout le pays, dirigés par Farabundo Martí, Feliciano Ama, Mario Zapata et Alfonso Luna. Des paysans se soulevent le 22 janvier 1932 à Ahuachapán, Santa Tecla et Sonsonate, tuant au plus 100 personnes lors du soulèvement. Hernández Martínez répond en envoyant l'armée pour écraser la révolte. Dans la répression de Hernández Martínez, environ 10 000 à 40 000 paysans sont tués,,. L'événement est connu sous le nom de La Matanza, « le massacre », au Salvador. L'Assemblée constitutionnelle promulgue le décret législatif n° 121 du 11 juillet 1932, qui accordait l'amnistie inconditionnelle à toute personne ayant commis des crimes de toute nature pendant La Matanza afin de « rétablir l'ordre, réprimer, persécuter, punir et capturer les personnes accusées du crime de rébellion de cette année ».
En raison du traité de paix et d'amitié d'Amérique centrale de 1923, les États-Unis refusent de reconnaître la légitimité du gouvernement de Hernández Martínez. Les États-Unis ne reconnaîtront son gouvernement qu'après les événements de La Matanza. Hernández Martínez dénonça finalement l'adhésion du Salvador au traité le 26 décembre 1932,,.
Hernández Martínez améliore la situation financière du Salvador pendant sa présidence. Le 23 février 1932, il suspend le paiement de la dette extérieure, et à nouveau le 1er janvier 1938, mais la dette sera finalement remboursée en 1938. La Banque centrale de réserve du Salvador est créée pendant son administration le 19 juin 1934 pour aider à stabiliser le colón, la monnaie nationale. Il nomme notamment Luis Alfaro Durán président de la Banque centrale. Hernández Martínez créé l'amélioration sociale, un programme d'aide sociale pour soutenir les paysans pauvres en juillet 1932.
Le régime de Hernández Martínez cherche à maintenir l'image de légitimité démocratique dans la nation. Hernández Martínez remporte les élections présidentielles de 1935, 1939 et 1944 sous la bannière du Parti National Pro Patria (PNPP),. Son parti remporte également les élections législatives de 1936, 1939 et 1944, cependant, pour les élections législatives et présidentielles, il demeure le seul candidat, le PNPP étant le seul parti politique légal et les résultats des élections n'étant parfois pas rendus publics,.

### Seconde Guerre mondiale
Hernández Martínez émet de la sympathie envers l'Allemagne nazie et l'Italie. Il nomme le général de la Wehrmacht Eberhardt Bohnstedt (en) directeur de l'École militaire,. L'armée de l'air salvadorienne achète des avions à l'Italie en 1938 pour 39 000 $ US, une partie du paiement étant effectuée avec du café. Le ministre de la Défense nationale Andrés Ignacio Menéndez tente d'acheter des avions aux États-Unis, mais North American Aviation refuse d'accepter le café comme pourcentage du paiement. Le Salvador est l'une des premières nations à reconnaître les nationalistes sous Francisco Franco comme le gouvernement légitime de l'Espagne en 1936, et est également le premier pays après le Japon à reconnaître l'indépendance du Mandchoukouo,.
Certains Salvadoriens soutiennent l'Axe car le 10 juin 1940, jour où l'Italie rejoint la Seconde Guerre mondiale, 300 hommes habillés comme les Chemises noires italiennes défilent dans les rues de San Salvador en soutien à l'Italie, alors que le gouvernement interdit la marche. Le Salvador soutient pleinement les Alliés le 8 décembre 1941 après l'attaque japonaise sur Pearl Harbor,, et déclare la guerre au Japon le 8 décembre, puis plus tard à l'Allemagne et à l'Italie le 12 décembre. Le gouvernement arrête des ressortissants allemands, italiens et japonais et saisit leurs terres. Le pays ne fournira jamais de soldats pour combattre directement dans la guerre, mais enverra des travailleurs pour entretenir le canal de Panama. Pendant la guerre, George Mandel et le colonel José Castellanos Contreras sauvent 40 000 Juifs d'Europe centrale, principalement de Hongrie, en leur fournissant de faux passeports salvadoriens et l'asile politique.

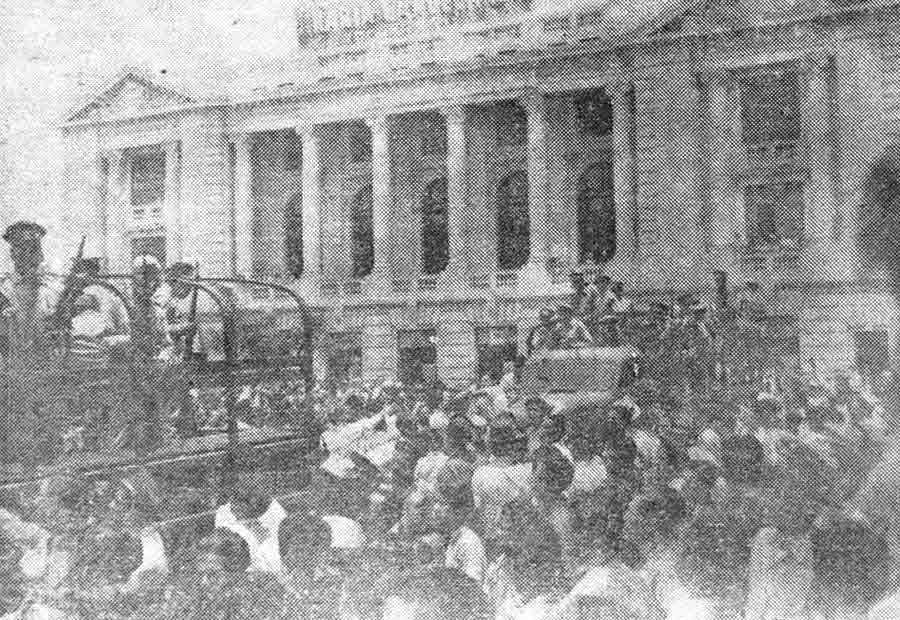
La tentative de coup d'État du dimanche des Rameaux.

En 1944, il organise une élection et est élu pour un troisième mandat en tant que président,. Cette décision provoque la colère de nombreux politiciens, officiers militaires, banquiers et hommes d'affaires, car cela viole ouvertement la constitution. Le 2 avril 1944, dimanche des Rameaux, des officiers militaires pro-Axe tentent un coup d'État contre Hernández Martínez. Le 1er régiment d'infanterie et le 2e régiment d'artillerie se soulèvent à San Salvador et à Santa Ana et saisissent la station de radio nationale, prennent le contrôle de l'armée de l'air et capturent le poste de police de Santa Ana. Hernández Martínez parvient à reprendre le contrôle de la situation et ordonne aux unités militaires toujours fidèles de réprimer le soulèvement qui est accompli le 3 avril. Les représailles durent deux semaines, la loi martiale est déclarée et un couvre-feu national instauré.
Les civils et principalement les étudiants, désirant chasser Hernández Martínez du pouvoir, descendent dans les rues de San Salvador le 2 mai 1944 lors d'une grève pour forcer sa démission,. Les étudiants s'engagent dans la non-violence pour s'opposer au gouvernement. Le 7 mai, la police abat José Wright Alcaine, un jeune de 17 ans (citoyen américain), ce qui pousse Hernández Martínez à la démission,. Il démissionne officiellement le 9 mai et s'exile au Guatemala,,. Menéndez remplace Hernández Martínez en tant que président par intérim et accepté les demandes des manifestants d'amnistie pour les prisonniers politiques, de liberté de la presse et de nouvelles élections générales,,. Son mandat est de courte durée puisqu'il est renversé par un coup d'État militaire le 20 octobre 1944 et remplacé par Aguirre y Salinas,. Aguirre y Salinas tient les élections promises en janvier 1945,. Il est cependant accusé d'avoir truqué les élections en faveur d'un candidat qu'il soutenait, celles-ci permettant au général de brigade Salvador Castaneda Castro de devenir président avec 99,70 % des voix,,,. Castaneda Castro est renversée par un coup d'État le 14 décembre 1948 par de jeunes officiers militaires,,. Le coup, connu sous le nom de « coup du major », forcé tous les officiers militaires salvadoriens au-dessus du grade de lieutenant-colonel à démissionner,. Les jeunes officiers établissent le Conseil de gouvernement révolutionnaire qui gouvernera le pays jusqu'à ce que le major Óscar Osorio Hernández, président du Conseil révolutionnaire de gouvernement, soit élu président en 1950,,.

## Règle du Parti révolutionnaire

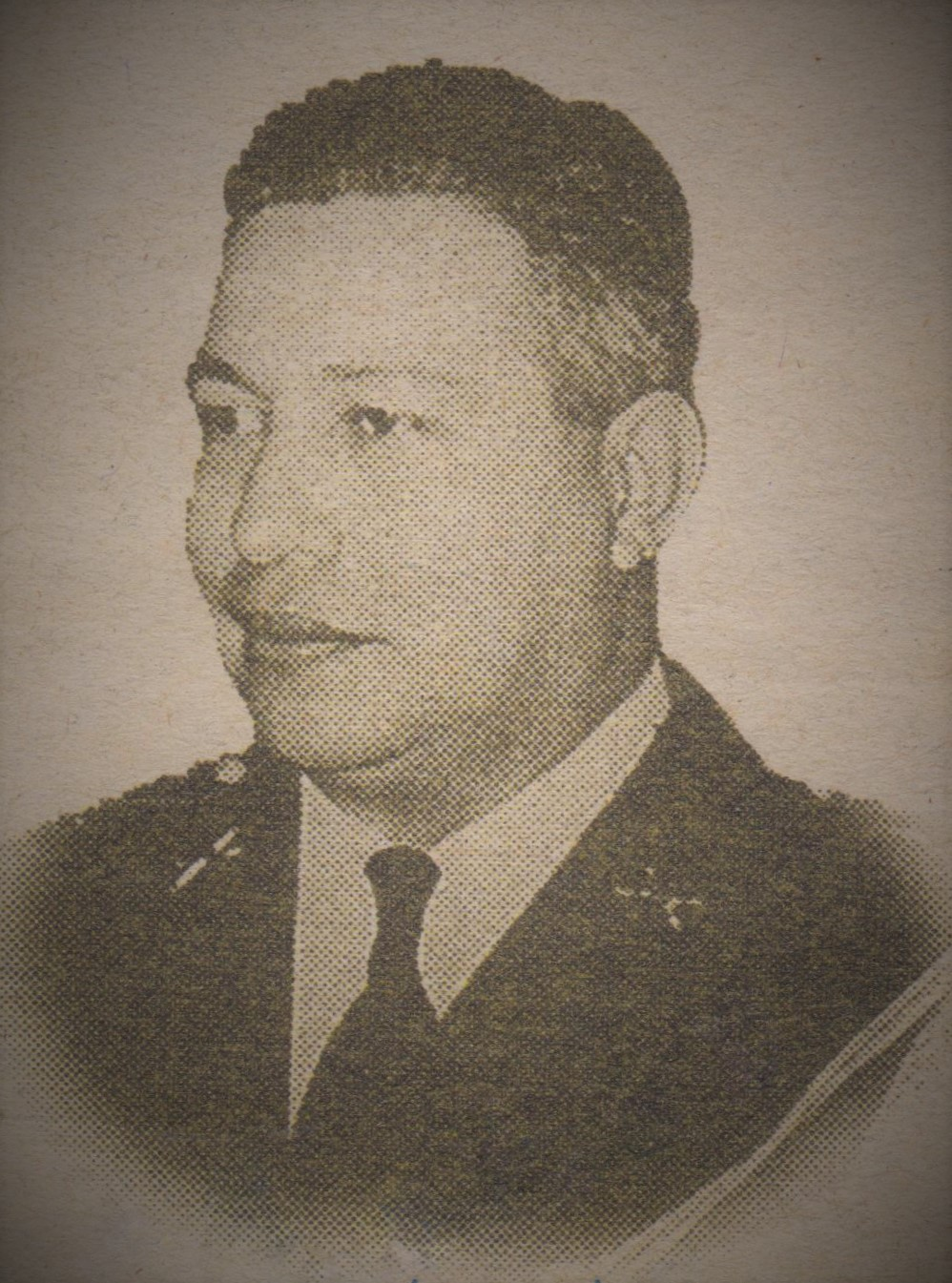
Le lieutenant-colonel Óscar Osorio Hernández est président de 1950 à 1956.

Osorio Hernández se présente sous la bannière du Parti révolutionnaire de l'unification démocratique (PRUD). Il devient président du Salvador le 14 septembre 1950 en vertu d'une nouvelle constitution,,. Les politiques d'Osorio Hernández ont soutenu le développement économique, la réforme agricole et les programmes de sécurité sociale, bien que des politiques telles que la réforme agraire n'aient pas été mises en œuvre pour ne pas aliéner les riches propriétaires et les oligarques.
Osorio Hernández est remplacé par le lieutenant-colonel José María Lemus López le 14 septembre 1956 à la suite de l'élection présidentielle de 1956. Lors de l'élection, Roberto Edmundo Cannessa du Parti d'action nationale, son principal adversaire et le plus populaire, est disqualifié par le Conseil central électoral un mois avant l'élection qui a conduit à sa victoire écrasante. En fonction, il accorde l'amnistie à de nombreux prisonniers politiques et hommes politiques en exil. Il abroge également plusieurs lois répressives instituées par ses prédécesseurs. Après la révolution cubaine de 1959, les étudiants du Salvador sont influencés par le mouvement nationaliste et révolutionnaire de Fidel Castro qui conduit à des manifestations pour qu'un système véritablement démocratique soit mis en œuvre dans le pays. En réponse, Lemus López abandonne ses réformes, réprime la liberté d'expression et arrête des opposants politiques. Le tournant de Lemus López vers l'autoritarisme pousse les militaires à se retourner contre lui et il est renversé le 26 octobre 1960,,.
L'armée établit la junte de gouvernement et est dirigée par le lieutenant-colonel Miguel Ángel Castillo,. Fabio Castillo Figueroa, l'un des trois membres civils de la junte, avait des opinions pro-castristes considérées comme une menace potentielle par l'armée. L'armée renverse la junte et l'a remplace par une autre junte, le Directoire civilo-militaire. Le lieutenant-colonel Julio Adalberto Rivera Carballo est président de la nouvelle junte et promet de nouvelles élections pour 1962,.

## Règle du Parti de conciliation
La junte est dissoute le 25 janvier 1962 et un homme politique indépendant, Eusebio Rodolfo Cordón Cea, est nommé président provisoire. Lors de l'élection présidentielle de 1962, le Parti de la conciliation nationale (PCN) nouvellement formé se présente sans opposition et sa candidate, Rivera Carballo, remporte 100 % des voix. Il devient président le 1er juillet 1962 en vertu d'une nouvelle constitution.
Bien que seul le PCN ait eu un candidat à l'élection présidentielle de 1962, d'autres partis s'étaient constitués et se sont présentés aux élections législatives de 1961 mais n'ont obtenu aucun siège. Le parti d'opposition le plus important était le Parti chrétien-démocrate (PDC),. Le parti formé en 1960 et avait un large soutien de la classe moyenne. Le parti a été attaqué à la fois par la gauche et la droite politiques, la gauche croyant que le parti soutiendrait le système économique capitaliste et augmenterait les écarts de richesse tandis que la droite considérait le parti comme un mouvement réactionnaire socialiste qui menaçait leur richesse et leur pouvoir. Le parti, dirigé par Abraham Rodríguez Portillo et Roberto Lara Velado, pensait que la démocratie chrétienne était la meilleure voie à suivre pour la modernisation du Salvador. L'idéologie du parti s'inspire du Rerum novarum du pape Léon XIII et des travaux du pape Jean XXIII et du philosophe français Jacques Maritain. Le parti s'est également inspiré d'autres mouvements démocrates-chrétiens du Chili et du Venezuela.
Rivera Carballo implique le Salvador dans l'Alliance pour le progrès du président américain John F. Kennedy, une initiative visant à améliorer les relations entre l'Amérique latine et les États-Unis par le biais de la coopération économique,. Il soutient la mise en œuvre de la réforme agraire mais celle-ci ne sera jamais réellement mise en œuvre. Il crée l'Agence de sécurité nationale du Salvador (ANSESAL) en 1965. Il sert d'agence nationale de renseignement du pays et supervise les opérations de l'Organisation démocratique nationale (ORDEN), un groupe paramilitaires qui commet des crimes contre les paysans, truque des élections et intimide les électeurs,,.
Rivera Carballo institue des réformes électorales en autorisant les partis politiques d'opposition à se présenter aux élections présidentielles et à concourir aux élections législatives. Auparavant, quel que soit le parti qui remportait le plus de voix dans un certain département, ce parti gagnait tous les sièges et toutes les représentations pour ce département, mais selon ses réformes, les sièges et les représentants étaient élus proportionnellement au nombre de voix obtenu par un parti. La réforme permet au PDC de remporter 14 sièges et le Parti de l'action rénovatrice (PAR) remporte 6 sièges à l'Assemblée constitutionnelle lors des élections législatives de 1964,. Lors des élections, José Napoleón Duarte Fuentes, un éminent homme politique du PDC, est élu maire de San Salvador.
Le PCN maintient son contrôle sur le pouvoir avec le soutien des États-Unis et grâce à la croissance économique continue du pays. Lors de l'élection présidentielle de 1967, le PCN remporte 54,37% des voix avec le candidat du PDC, Rodríguez Portillo, arrivant en deuxième place avec 21,62%,. Fidel Sánchez Hernández du PCN devient président le 1er juillet 1967.

### Guerre du football
À la fin des années 1960, environ 300 000 Salvadoriens migrent vers le Honduras, dont beaucoup entrent illégalement dans le pays,. Le 3 octobre 1963, Oswaldo López Arellano renverse le président Ramón Villeda Morales du Honduras et instaure une dictature militaire. Pendant le régime de López Arellano, l'économie hondurienne faiblis et les problèmes économiques du pays sont imputés aux immigrants salvadoriens « volant des emplois honduriens ».
Lors des éliminatoires de la Coupe du monde de la FIFA en 1970, le Honduras et le Salvador concourent dans des groupes séparés pour les qualifications de la Confédération des associations de football d'Amérique du Nord, d'Amérique centrale et des Caraïbes (CONCACAF), le Honduras est dans le groupe 3 et le Salvador dans le groupe 4, remportant tous deux leur phases de groupes,. Ils se rencontrent en demi-finale,. Le Honduras remporte le premier match à Tegucigalpa 1-0 le 8 juin 1969. Le Salvador remporte le deuxième match à San Salvador 3-0 le 15 juin. Les deux matchs sont le théâtre de violences de la part des fans des deux côtés,. Lors du deuxième match, les Salvadoriens brandissent un chiffon sale à la place du drapeau hondurien. L'un des joueurs de l'équipe hondurienne, Enrique Cardona, aurait déclaré : « Nous avons beaucoup de chance d'avoir perdu. Sinon, nous ne serions pas en vie aujourd'hui. ». L'échec amène des civils honduriens à attaquer des immigrants salvadoriens. Des Salvadoriens sont assassinés, agressés et leurs maisons incendiées, forçant 17 000 à fuir vers le Salvador,. Les Salvadoriens qualifient les attaques contre les Salvadoriens de massacre.
Un troisième match se déroule à Mexico le 26 juin pour décider qui irait au tour final contre Haïti,. Les Salvadoriens battent le Honduras 3-2 en prolongation et l'équipe salvadorienne est qualifiée pour la finale; La défaite provoque de nouvelles attaques contre les immigrés salvadoriens et conduit à une crise migratoire au Salvador, le gouvernement étant incapable de fournir un logement à tous les réfugiés venant du Honduras.
En raison de la crise actuelle, le Salvador rompt ses relations diplomatiques avec le Honduras le 26 juin et lui déclare la guerre le 14 juillet 1969,,,. L'armée de l'air salvadorienne attaque l'aéroport international de Toncontín pour mettre hors de combat l'armée de l'air hondurienne et l'armée salvadorienne lance une invasion à deux volets en suivant deux routes principales reliant les deux pays. Après deux jours, l'armée de l'air hondurienne attaque les bases aériennes salvadoriennes de Chalatenango et de La Unión, arrêtant l'avance salvadorienne. Après quatre jours de combats, l'Organisation des États américains (OEA) négocie un cessez-le-feu le 18 juillet. Le Salvador retire ses troupes le 2 août et en contrepartie l'OEA promet de garantir la sécurité des Salvadoriens au Honduras. Environ 2 000 personnes, dont la plupart civils, sont tuées pendant la courte guerre.
Initialement, la politique salvadorienne était unie contre le Honduras, mais le Parti communiste et la gauche se sont finalement retournés contre la guerre et ont continué à s'opposer au gouvernement,. La guerre a également provoqué la stagnation de l'économie salvadorienne et de nombreux réfugiés ont surpeuplé le pays,.

### Tensions politiques et sociales

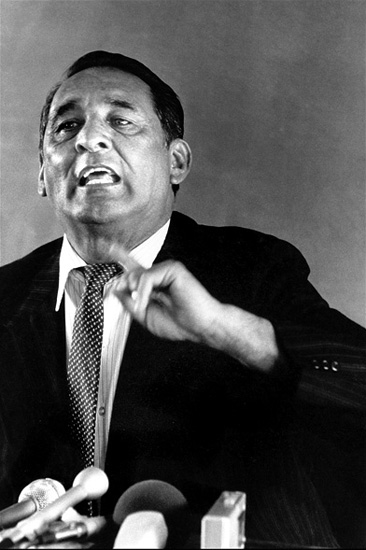
José Napoleón Duarte Fuentes est le candidat présidentiel de l'ONU en 1972 avant qu'il ne s'exile au Venezuela après une tentative de coup d'État en 1972.

Les réfugiés venant du Honduras au Salvador reçoivent peu ou pas d'aide ou de soutien du gouvernement salvadorien. Pour les réfugiés, vivant maintenant dans la pauvreté, des groupes de gauche tels que le Front uni pour l'action révolutionnaire (FUAR), le Front d'action populaire unifié (FAPU) et la Fédération chrétienne des paysans salvadoriens (FECCAS) semblent être la seule opportunité de s'élever de la pauvreté. En conséquence, les organisations militantes de gauche augmentent en taille et en nombre et continuent à gagner davantage de soutien parmi la population pauvre. Le soutien accru conduit à une augmentation des actions terroristes de gauche contre le gouvernement.
Le PDC obtient également plus de soutien de la part des réfugiés. Le PDC plaide en faveur d'une réforme foncière et agraire afin d'obtenir le soutien de la base électorale. Les réfugiés venant du Honduras n'ont pas de terres à cultiver comme ils en disposaient au Honduras, ils ont donc massivement soutenu le PDC. En janvier 1970, le gouvernement créé le Congrès national de la réforme agraire pour commencer à mettre en œuvre les réformes agraires demandées par le peuple. Le congrès est composé de membres du gouvernement, de l'opposition, de groupes syndicaux et d'entreprises.
Le PDC perd 3 sièges à l'Assemblée constitutionnelle aux élections législatives de 1970 tandis que le PCN en gagne 7,. L'élection aurait été truquée par le PCN pour s'assurer qu'il gagnerait des sièges et conserverait la majorité,. En 1972, le PDC s'associe de force à deux autres partis politiques, le Mouvement national révolutionnaire (MRN) et l'Union nationaliste démocratique (UDN), pour se présenter aux élections présidentielles et législatives de 1972 sous la bannière de l'Union nationale d'opposition (ONU),,. Le candidat du PCN est représenté par le colonel Arturo Armando Molina Barraza tandis que le candidat du PDC est représenté par Duarte Fuentes. La commission électorale centrale déclare vainqueur Duarte Fuentes avec 9 000 voix d'écart (327 000 voix contre 318 000 pour Molina Barraza), mais le PCN demande un recomptage,. Un recomptage est effectué et la déclaration modifiée, déclarant finalement Molina Barraza vainqueur avec 10 000 voix d'écart. Le résultat final annonce Molina Barraza vainqueur avec 43,42 % des voix, Duarte Fuentes obtenant 42,14 %. Duarte Fuentes et Guillermo Manuel Ungo Revelo, son colistier, demandent un deuxième recomptage, mais celle-ci est rejetée. L'ONU perd également perdu 9 sièges aux élections législatives de 1972 tandis que le PCN en gagne 5 supplémentaires.
Le 25 mars 1972, un groupe de jeunes officiers militaires de gauche appelle la Jeunesse militaire a tenter un coup d'État contre Sánchez Hernández pour empêcher Molina Barraza de devenir président. Les officiers sont dirigés par le colonel Benjamin Mejía et leur objectif est d'établir une junte révolutionnaire et d'établir Duarte Fuentes comme président. Les putschistes capturent Sánchez Hernández et le Palais national. Duarte Fuentes annonce son soutien au coup d'État et les putschistes appellent à des garnisons pour soutenir le coup d'État, cependant, l'armée de l'air attaque le Palais national et les garnisons engagent les révolutionnaires,. Le 26 mars, le coup d'État s'achève au cours duquel 200 personnes ont été tuées. Sánchez Hernández reprend le pouvoir et Duarte Fuentes est arrêté. D'abord condamné à mort, cette peine est commuée en torture avant qu'il ne soit exilé au Venezuela,.
Molina Barraza reprend ses fonctions le 1er juillet 1972. Le 19 juillet, il fait attaquer par des chars l'université d'El Salvador. Environ 800 personnes sont arrêtés et 15 autres exilées au Nicaragua. Il ferme l'université pendant deux ans pour « éliminer l'opposition ». Molina Barraza tente d'instituer une réforme agraire en 1976, mais cela ne fera qu'accroître les troubles politiques puisque les réformes ont redistribué peu ou pas de terres aux paysans,.
L'ONU choisit Ernesto Antonio Claramount Roseville comme candidat à l'élection présidentielle de 1977 tandis que le PCN choisit le général de brigade et ministre sortant de la Défense nationale Carlos Humberto Romero Mena comme candidat. Romero Mena est déclaré vainqueur avec 67,30 % des voix alors que selon des témoins, Claramount Roseville l'a en fait remporté avec 75 % des voix. Romero Mena prend ses fonctions le 1er juillet 1977.

## Chute du régime
Lorsque la révolution nicaraguayenne débute en 1978, Romero Mena craint que la révolution ne s'étende au Salvador. Il tente d'entamer des négociations avec l'opposition pour s'assurer que cela ne se produise pas, mais sa tentative encourage les forces de l'opposition qui descendent dans les rues de San Salvador pour faire grève en mars 1979. Romero Mena réprime ces manifestations et ordonne à ses soldats de tirer à balles réelles sur la foule pour mettre fin à la grève. L'événement est diffusé aux États-Unis et en Europe, ce qui conduit le Costa Rica, le Japon, la Suisse, le Royaume-Uni et l'Allemagne de l'Ouest à fermer leurs ambassades respectives au Salvador.
Le président Anastasio Somoza Debayle du Nicaragua est finalement destitué par le Front sandiniste de libération nationale (FSLN) en septembre 1979, ce qui alarmé les jeunes officiers militaires de l'armée salvadorienne. La jeunesse militaire, dirigée par les colonels Adolfo Arnoldo Majano (en) et Jaime Abdul Gutiérrez (en), organise un coup d'État contre Romero Mena le 15 octobre 1979 avec le soutien des États-Unis,,. Romero Mena s'exile au Guatemala, tout comme Federico Castillo Yanes (en), le ministre de la Défense nationale,,,.
Le 18 octobre 1979, l'armée créé la Junta Revolucionaria de Gobierno,. La junte est composée de cinq hommes : les colonels Majano Ramos et Gutiérrez Avendaño, Ungo Revelo, Mario Antonio Andino Gómez, l'ancien président de la Chambre de commerce et d'industrie du Salvador (CCIES), et Román Mayorga Quirós, membre de l'UCA El Salvador,,,.
Le coup d'État d'octobre 1979 marque la fin du régime militaire du Salvador et marque le début de la guerre civile salvadorienne. La guerre civile dura jusqu'en 1992 avec la signature des accords de paix de Chapultepec,.

## Chefs d'État

### Présidents

Présidents sous le régime militaire (1931–1979)
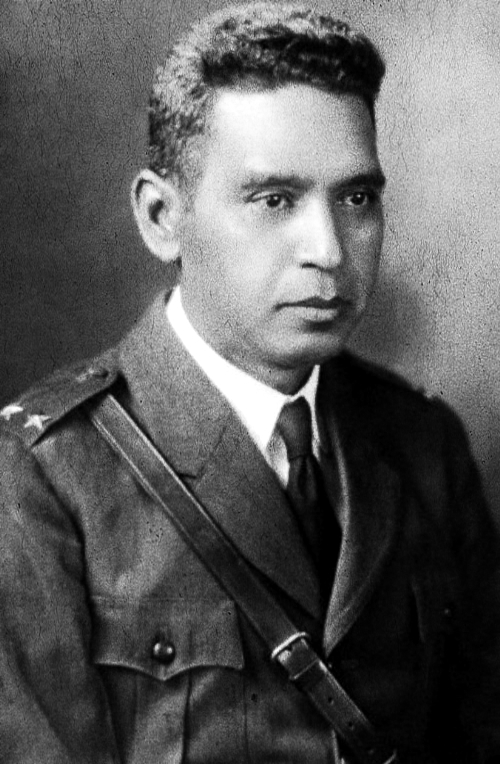
Brigadier général Maximiliano Hernández Martínez (1931–1934) (1935–1944)
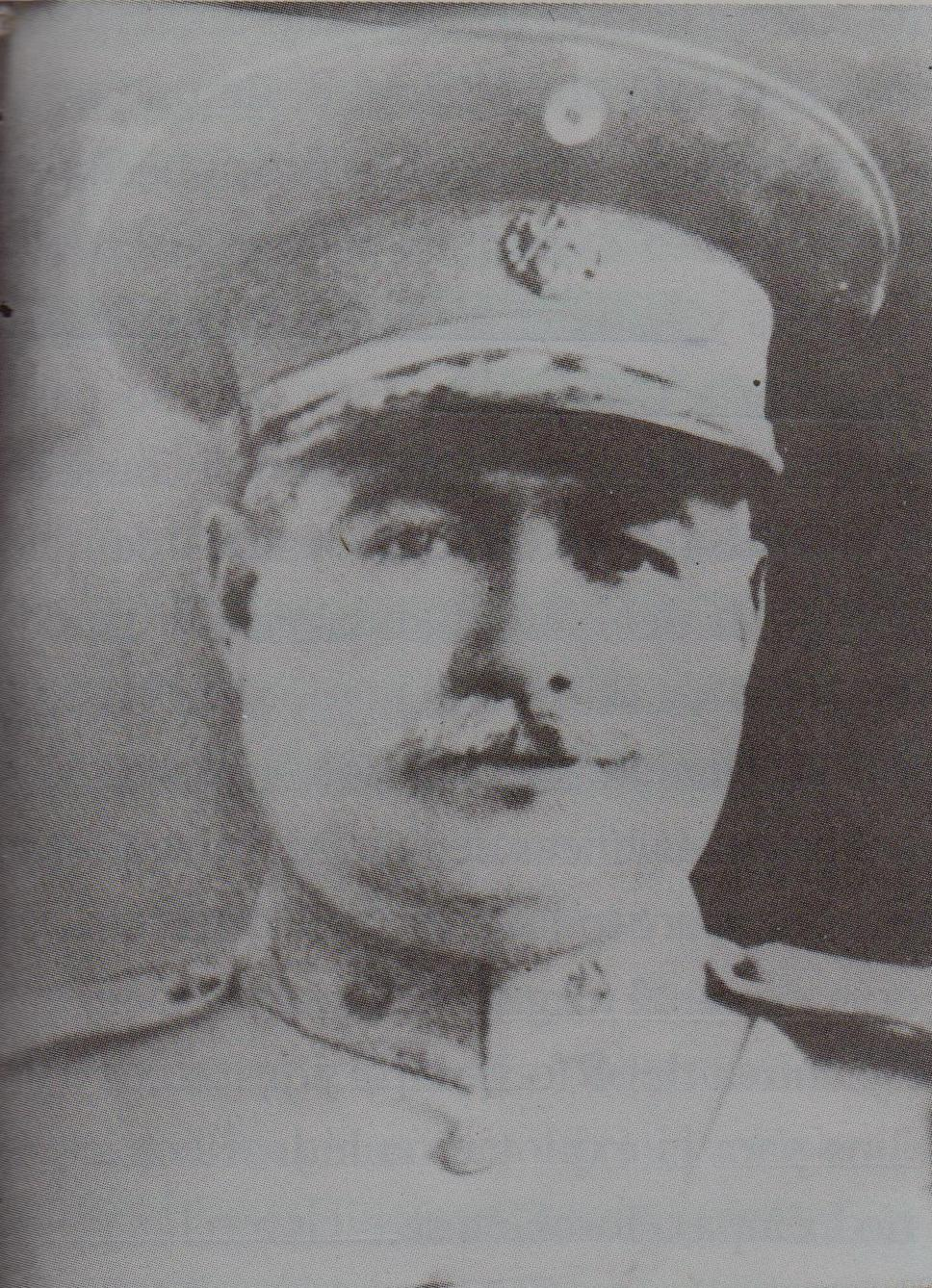
Brigadier général Andrés Ignacio Menéndez (1934–1935) (1944)
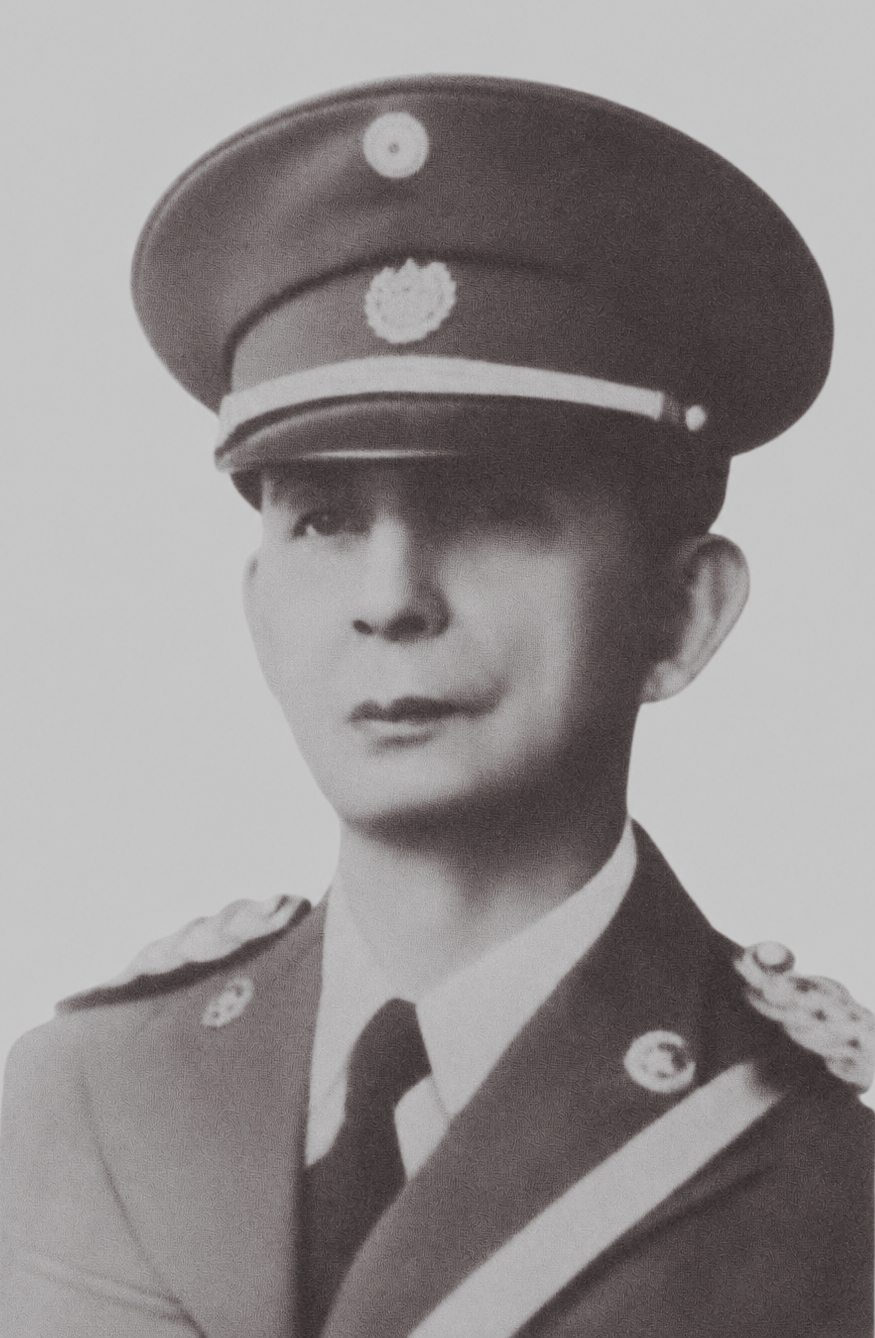
Colonel Osmín Aguirre y Salinas (1944–1945)
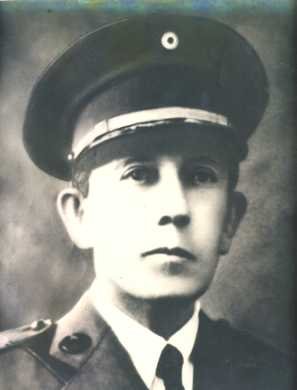
Brigadier général Salvador Castaneda Castro (1945–1948)
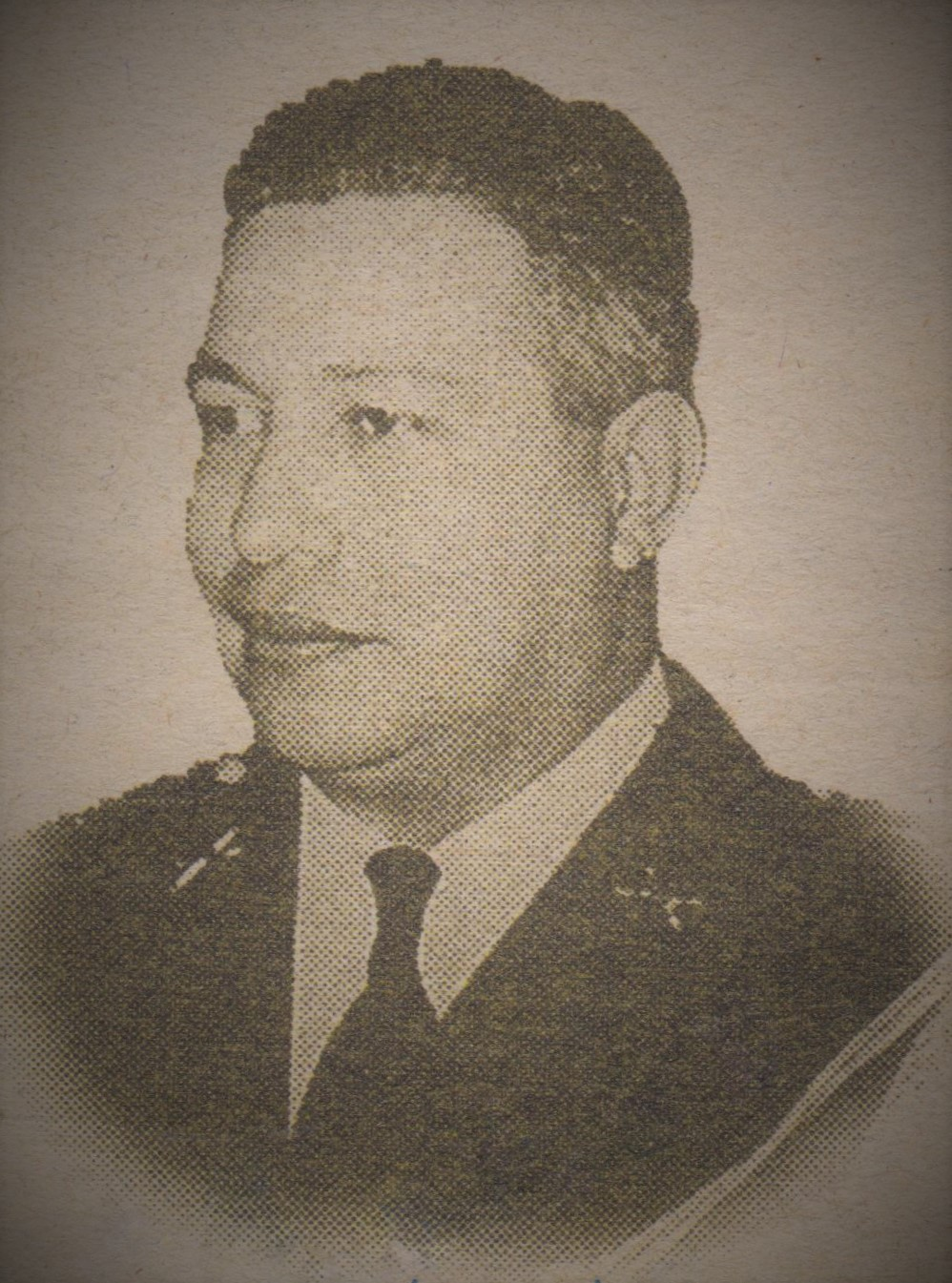
Lieutenant colonel Óscar Osorio Hernández (1950–1956)
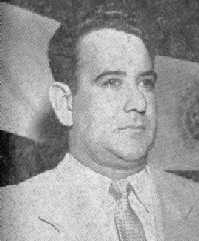
Lieutenant colonel José María Lemus Lopez (1956–1960)
Brigadier général Carlos Humberto Romero Mena (1977–1979)

### Juntes

Juntes pendant le régime militaire (1931–1979)
Directoire Civique (1931–1931)
Conseil de gouvernement révolutionnaire (1948–1950)
Junte de gouvernement (1960–1961)
Directoire civilo-militaire (1961–1962)